# Marathon Rotterdam 1999
De Marathon Rotterdam 1999 werd gelopen op zondag 18 april 1999. Het was de negentiende editie van deze marathon.
Het werd een geheel Keniaanse aangelegenheid, want bij de mannen was Japhet Kosgei het sterkst; hij finishte in 2:07.09. Bij de vrouwen ging, net als het jaar ervoor, zijn landgenote Tegla Loroupe in 2:22.48 met de winst aan de haal, al bleef zij met haar winnende tijd twee minuten boven haar wereldrecord uit 1998.

## Uitslagen

### Mannen
| rang   | naam                    | land    | tijd    |
| ------ | ----------------------- | ------- | ------- |
| Goud   | Japhet Kosgei           | KEN     | 2:07.09 |
| Zilver | Fabián Roncero          | ESP     | 2:07.23 |
| Brons  | Simon Biwott            | KEN     | 2:07.41 |
| 4      | Yi-Yong Kim             | KOR     | 2:07.49 |
| 5      | Muneyuki Ojima          | JPN     | 2:08.46 |
| 6      | Abdessalam Serrokh      | MAR     | 2:08.59 |
| 7      | Joseph Mereng           | KEN     | 2:09.36 |
| 8      | Francisco-Javier Cortes | ESP     | 2:09.41 |
| 9      | Simon Lopuyet           | KEN     | 2:09.50 |
| 10     | Greg van Hest           | NED     | 2:10.05 |
| 11     | Kamiel Maase            | NED     | 2:10.08 |
| 12     | Daniele Caimmi          | ITA     | 2:11.29 |
| 13     | Yuriy Pavlov            | RUS     | 2:13.46 |
| 14     | Pavel Loskutov          | EST     | 2:14.51 |
| 15     | Benson Lokorwa          | KEN     | 2:15.06 |
| 16     | Jose-Ramon Torres       | ESP     | 2:15.11 |
| 17     | Patrick Sang            | KEN     | 2:15.39 |
| 18     | Aiduna Aitnafa          | ETH NED | 2:15.50 |
| 19     | Joseph Kahugu           | KEN     | 2:16.11 |
| 20     | Peter Visser            | NED     | 2:16.24 |
| 21     | Andrey Shalagin         | RUS     | 2:16.42 |
| 22     | Eliud Kurgat            | KEN     | 2:17.02 |
| 23     | Luc Krotwaar            | NED     | 2:17.17 |
| 24     | Jeroen van Damme        | NED     | 2:17.22 |
| 25     | Akira Shimizu           | JPN     | 2:18.26 |

### Vrouwen
| rang   | naam                    | land | tijd    |
| ------ | ----------------------- | ---- | ------- |
| Goud   | Tegla Loroupe           | KEN  | 2:22.48 |
| Zilver | Susan Chepkemei         | KEN  | 2:26.38 |
| Brons  | Ana-Isabel Alonso       | ESP  | 2:29.54 |
| 4      | Christine Mallo         | FRA  | 2:31.50 |
| 5      | Erika-Alejandra Olivera | CHI  | 2:32.23 |
| 6      | Hilde Hovdenak          | NOR  | 2:33.25 |
| 7      | Angelines Rodriguez     | ESP  | 2:35.28 |
| 8      | Irma Heeren             | NED  | 2:35.52 |
| 9      | Maryse Legallo          | FRA  | 2:36.58 |
| 10     | Daria Nauer             | SUI  | 2:37.20 |
| 11     | Maria-Marlene Flores    | CHI  | 2:38.10 |
| 12     | Teresa Duffy            | IRL  | 2:39.40 |
| 13     | Catharina Segers        | BEL  | 2:41.39 |
| 14     | Agnes Hijman            | NED  | 2:45.00 |
| 15     | Jaqueline Rustidge      | NED  | 2:50.00 |
| 17     | Teresa Arribas          | ESP  | 2:52.29 |
| 18     | Manna Kwak              | NED  | 2:54.18 |

1981 ·
1982 ·
1983 ·
1984 ·
1985 ·
1986 ·
1987 ·
1988 ·
1989 ·
1990 ·
1991 ·
1992 ·
1993 ·
1994 ·
1995 ·
1996 ·
1997 ·
1998 ·
1999 ·
2000 ·
2001 ·
2002 ·
2003 ·
2004 ·
2005 ·
2006 ·
2007 ·
2008 ·
2009 ·
2010 ·
2011 ·
2012 ·
2013 ·
2014 ·
2015 ·
2016 ·
2017 ·
2018 ·
2019 ·
2020 ·
2021 ·
2022 ·
2023 ·
2024